# Gemma Aguilera Marcual
Gemma Aguilera Marcual (Sant Boi de Llobregat, 1979) és una periodista catalana. El 2001 es va llicenciar en periodisme a la Universitat Autònoma de Barcelona. Entre gener de 2001 i l'octubre de 2003 va treballar com a càmera, muntadora i redactora a Televisió de l'Hospitalet. Des d'abril de 2004 treballa com a redactora d'economia al setmanari El Temps. Entre març de 2008 i octubre de 2009 fou redactora de continguts a avui.cat, i també ha escrit reportatges a Nació Digital. Actualment és responsable d'informació parlamentària al diari digital El Món.
En 2007 va rebre una menció d'honor en periodisme escrit dels Premis Ciutat de Barcelona. En 2011 va guanyar el Premi Joan Fuster d'assaig amb el reportatge Agent 447 : l'home que va a detenir el president Lluís Companys, un reportatge sobre Pedro Urraca Rendueles, el policia franquista que va detenir, interrogar i deportar el president Lluís Companys i Jover.

## Obres
- Saltar la paret biografía de Josep-Lluís Carod-Rovira (2003), Llibres de l'Índex, ISBN 84-95317-55-9
- Una humanitat extingida (2009) amb Eudald Carbonell
- On - Off. L'energia que mou el món: Per a entendre el sistema energètic (Claus per a entendre el món) (2010), ISBN 978-8499040349
- Agent 447 : l'home que va a detenir el president Lluís Companys (2011), Tres i Quatre ISBN 978-84-7502-901-6